# Montaggio produttivo
Il montaggio produttivo è una tecnica di montaggio cinematografico teorizzata da Sergej Michajlovič Ėjzenštejn nei suoi scritti e sperimentata per la prima volta nel suo film Ottobre: i 10 giorni che sconvolsero il mondo. 
La tecnica consisteva nell'accostamento o giustapposizione di immagini diverse al fine di creare una relazione tra loro e di conseguenza iscrivere un tema o un messaggio. Similmente al montaggio delle attrazioni, due brevi frammenti venivano accostati in modo che lo spettatore potesse evincere la loro correlazione dando a essa un significato ben preciso.
Gli esempi nel film sono molteplici, tra i più celebri possiamo ricordare il montaggio di immagini di Aleksandr Fëdorovič Kerenskij e di una statua di Napoleone a suggerire la somiglianza tra i due o ancora la deificazione di Kerenskij ottenuta mettendolo in alternativa con divinità buddiste africane e cristiane.